# هاشیموتو کینگورو
هاشیموتو کینگورو (به ژاپنی: 橋本 欣五郎, Hashimoto Kingorō); ۱۹ فوریهٔ ۱۸۹۰ – ۲۹ ژوئن ۱۹۵۷) سرباز نیروی زمینی امپراتوری ژاپن، سیاستمدار اهل ژاپن بود. وی به این دلیل مشهور بود که دوبار سعی کرده بود علیه دولت غیرنظامی در دهه ۱۹۳۰ کودتا کند.